# روابط اسپانیا و تاجیکستان
روابط اسپانیا و تاجیکستان روابط دوجانبه و دیپلماتیک بین این دو کشور است. تاجیکستان از سفارت خود در ژنو، سوئیس به اسپانیا نماینده است. اسپانیا از سفارت خود در نور سلطان قزاقستان به تاجیکستان نماینده شناخته شده‌است.

## روابط دیپلماتیک
روابط دوجانبه به‌طور ضعیف توسعه یافته‌است، اما میان دو کشور روابط مثبتی وجود دارد، اگرچه تاجیکستان هیچ سفارتخانه ای را در پادشاهی اسپانیا نماینده نکرده‌است. پادشاه خوآن کارلوس اول و رئیس‌جمهور رحمان در پاییز ۲۰۰۵ یک نشست دو جانبه در شهر نیویورک برگزار کردند. در ژوئیه ۲۰۱۰، پس از نشست غیررسمی وزیران سازمان امنیت و همکاری اروپا که در آلماتی و در هنگام توقف او در دوشنبه هنگام رفتن به افغانستان برگزار شد، وزیر امور خارجه وقت، موراتینوس، با همتای تاجیک خود مصاحبه کرد و از کمک ۳ میلیون یورویی برای پروژه‌های همکاری در تاجیکستان خبر داد. سرانجام، در تاریخ ۱ دسامبر ۲۰۱۰، مانوئل چاوز، معاون سوم رئیس‌جمهور دولت اسپانیا، در چارچوب اجلاس اجلاس OSCE در آستانه با رحمان، رئیس‌جمهور تاجیکستان دیدار کرد.